# آرام چارگ
نوبار چارخوتیان (ارمنی: Նուպար Չարխուտեան؛ انگلیسی: Nupar CharHutean زادهٔ ۱۹۲۰)، رمان‌نویس و شاعر اهل ارمنستان بود.

## زندگی‌نامه
وی در قهرمان ماراش به دنیا آمد و در حلب بزرگ شد. وی تا اواخر دهه ۱۹۴۰ در دمشق زندگی می‌کرد و متعاقباً به بیروت نقل مکان می‌نمود جایی که وی زبان و ادبیات فرانسوی را تدریس می‌نمود. در ابتدا وی آثار خویش را به زبان فرانسوی می‌نوشت ولی در اوایل دهه ۱۹۵۰ شروع کرد آثار خویش را به نثر و نظم به زبان ارمنی به نگارد. وی در سال ۱۹۸۶ به کالیفرنیا نقل مکان نمود.